# Vins-sur-Caramy
Vins-sur-Caramy település Franciaországban, Var megyében. Lakosainak száma 936 fő (2022. január 1.). Vins-sur-Caramy Brignoles, Cabasse, Carcès és Le Val községekkel határos.

## Népesség
A település népessége az elmúlt években az alábbi módon változott:
| Lakosok száma | 978  | 1001 | 1022 | 1014 | 988  | 963  | 937  | 930  | 936  |
|               | 2013 | 2015 | 2016 | 2017 | 2018 | 2019 | 2020 | 2021 | 2022 |